# Клермонт (Џорџија)
Клермонт (Џорџија) (енгл. Clermont) град је у америчкој савезној држави Џорџија. По попису становништва из 2010. у њему је живело 875 становника.

## Демографија
Према попису становништва из 2010. у граду је живело 875 становника, што је 456 (108,8%) становника више него 2000. године.
| Група             | 2000.       | 2010.       |
| Белци             | 401 (95,7%) | 837 (95,7%) |
| Афроамериканци    | 4 (1,0%)    | 6 (0,7%)    |
| Азијати           | 1 (0,2%)    | 0 (0,0%)    |
| Хиспаноамериканци | 2 (0,5%)    | 18 (2,1%)   |
| Укупно            | 419         | 875         |